# Pubarche
La pubarche fait référence à la première apparition des poils pubiens à la puberté. La pubarche est l'un des changements physiques de la puberté et peut survenir indépendamment de la puberté complète. Elle survient généralement 6 mois après le début de la puberté. La pubarche résulte généralement d'une augmentation des niveaux d'androgènes et non d'œstrogènes chez les femmes, et d'androgènes chez les hommes provenant des glandes surrénales, des ovaires ou des testicules, mais peut également résulter d'une exposition à un stéroïde anabolisant.
Lorsque la pubarche survient prématurément (au début ou au milieu de l'enfance), on parle de pubarche prématurée ou de puberté précoce et peut justifier une évaluation. L'adrénarche prématurée est la cause la plus fréquente de pubarche prématurée. Des occurrences précoces peuvent survenir en raison d'une hyperplasie congénitale des surrénales, de tumeurs productrices d'androgènes des surrénales ou des gonades. Lorsque l'adrénarche, la puberté centrale et toutes les conditions pathologiques ont été exclues, le terme de pubarche prématurée isolée est utilisé pour décrire le développement inexpliqué des poils pubiens à un âge précoce sans autres changements hormonaux ou physiques de la puberté.

## Âge moyen

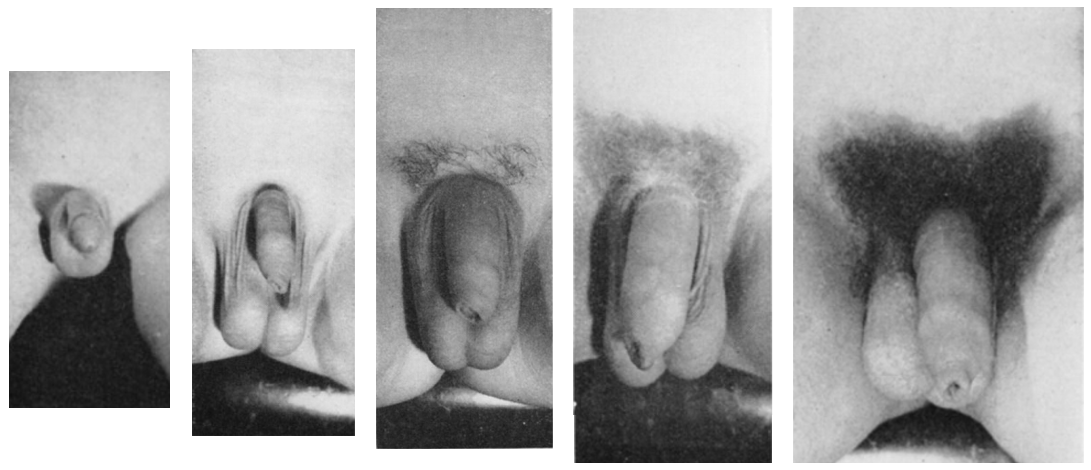
Cinq stades de Tanner des organes génitaux masculins et des poils pubiens. La période de l'adolescence.

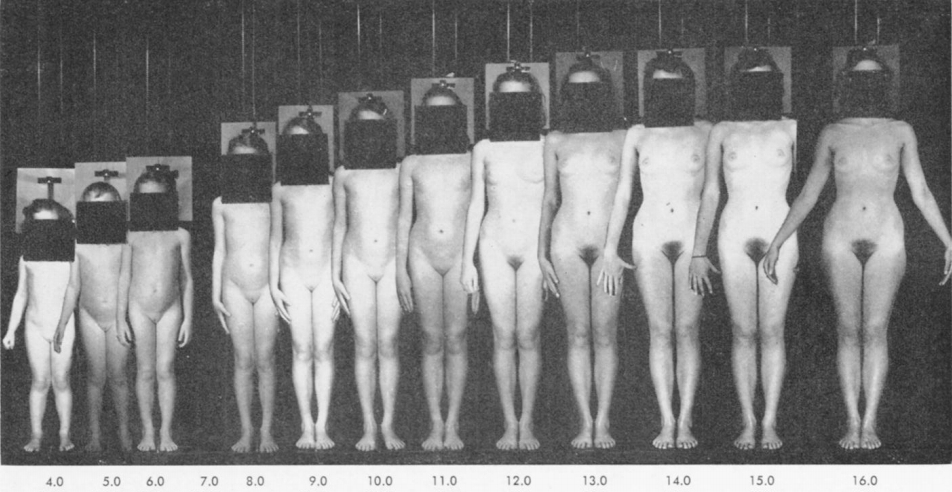
Étapes des organes génitaux féminins et des poils pubiens pendant la puberté.

Le début moyen de la pubarche varie en raison de nombreux facteurs, notamment le climat, l'alimentation, le poids, l'éducation et les gènes. Les premiers poils pubiens (et souvent transitoires) résultant de l'adrénarche peuvent apparaître entre 10 et 12 ans avant la puberté.
Pendant la puberté, la pubarche a tendance à se produire plus tôt chez les femmes que chez les hommes, comme pour la plupart des stades de la puberté et la puberté dans son ensemble. L'âge moyen des femmes varie entre 12 et 14 ans et celui des hommes entre 13 et 15 ans.[réf. nécessaire]